# Puig de la Rauta
Puig de la Rauta är en bergstopp i Spanien.   Den ligger i provinsen Província de Girona och regionen Katalonien, i den östra delen av landet, 500 km öster om huvudstaden Madrid. Toppen på Puig de la Rauta är 951 meter över havet, eller 120 meter över den omgivande terrängen. Bredden vid basen är 1,3 km.
Terrängen runt Puig de la Rauta är huvudsakligen kuperad, men söderut är den bergig.Runt Puig de la Rauta är det ganska glesbefolkat, med 39 invånare per kvadratkilometer. Närmaste större samhälle är Olot, 6,3 km öster om Puig de la Rauta. I omgivningarna runt Puig de la Rauta växer i huvudsak blandskog.